# Fominskaja
Fominskaja (in russo Фоминская?) è una città situata in Russia, nell'Oblast' di Arcangelo, più precisamente nel Konošskij rajon.